# Аргентинска сива лисица
Аргентинска сива лисица (лат. Lycalopex griseus) је врста сисара из породице паса, једна је од 6 врста рода јужноамеричких псеудолисица (Lycalopex).

## Распрострањење
Ареал врсте је ограничен на мањи број држава. 
Врста је присутна у Аргентини и Чилеу. Присуство у Еквадору и Перуу је непотврђено.

## Станиште
Станишта врсте су шуме, планине, жбунаста вегетација, травна вегетација, екосистеми ниских трава и брдовити предели до 3.500-4.000 метара.

## Угроженост
Ова врста је наведена као последња брига, јер има широко распрострањење и честа је врста.